# Марилье, Гаранс
Гара́нс Марилье́ (фр. Garance Marillier; род. 11 февраля 1998, Париж, Франция) — французская актриса и бывшая музыкант. Более всего известна своей ведущей ролью в фильме Жюлии Дюкурно «Сырое» (2016).

## Биография
Гаранс Марилье родилась 11 февраля 1998 года в Париже. До того, как стать актрисой, она изучала тромбон и классическую перкуссию в музыкальной школе 11-го округа Парижа. В 2010—2012 годах училась в драматической школе «Курсы Флоран».
Свою актерскую карьеру Марилье начала в 2011 году, сыграв роль Жюстин в короткометражном фильме режиссера Жюлии Дюкурно «Юниор», который был отобран для показа в программе Недели критики на Каннском международном кинофестивале. В следующем году Гаранс появилась в короткометражке «Это не фильм о ковбоях», который также был отобран для демонстрации в Каннах. В дальнейшем, ежегодно, актриса продолжала сниматься в короткометражных фильмах, пока не была приглашена на главную роль Жюстин в фильме ужасов «Сырое» (2016), что стало ее вторым совместным проектом с Джулией Дюкорно. За актерскую работу в этом фильме Гаранс Марилье была номинирована в категории «самая Перспективная актриса» на французскую национальную кинопремию «Сезар» 2018 года. В 2021 году сыграла в фильме «Титан» того же режиссёра.